# Домаћи лекар
Домаћи лекар био је Панчевачки лист, чији су власници и уредници били др Константин Пеичић и др Љуба Ненадовић. Излазио је од 1871. до 1873. године, сваког петнаестог у месецу. Био је то лист за неговање и чување народног здравља, односно лист који је имао за циљ да читаоце едукује о различитим болестима, о лековима, о правилној исхрани, хигијени, о томе како се негују деца различитог узраста и сличним темама. Лист је штампала Штампарија Јовановића и Павловића у Панчеву, а претплата је била 2 форинте за годину дана, односно 1 форинта за пола године.